# Бирн, Эмма
Эмма Энн Бирн (англ. Emma Anne Byrne, родилась 14 июня 1979) — ирландская футболистка, рекордсменка сборной Ирландии по числу игр за сборную (134) и её капитан. Провела почти 17 лет за основную команду лондонского «Арсенала».

## Карьера

### Клубная
Эмма выросла в Лейкслипе и окончила колледж Святого Кирана. Играла в женском чемпионате Дублина на позиции вратаря за клуб «Сент-Патрикс Атлетик», а затем начала профессиональную карьеру в датской «Фортуне» из Йёрринга, выступавшей в Элитном дивизионе. Там Эмма отыграла один год, однако из-за тоски по родине вскоре вернулась на родину и заняла должность секретаря Совета здравоохранения Ирландии. В 2000 году Эмма приняла предложение лондонского клуба «Арсенал», в женской команде которого получила основную травму вратарь сборной Англии Лесли Хиггс. Ирландская полузащитница «канониров» Кьяра Грант предложила наставнику клуба Вику Экерсу пригласить Бирн на позицию вратаря.
С января 2000 года Бирн стала основным вратарём, выиграв в первом своём полном сезоне чемпионат, Кубок Англии и Кубок Лиги. В финале Кубка Англии 2001 года она парировала пенальти от «Фулхэма», а в 2003 и 2005 годах признавалась лучшим игроком клуба. В 2007 году Эмма выиграла Кубок УЕФА, победив «Умео» в финале. В ходе двух матчей английская команда отличилась всего один раз, а Эмма не позволила ни разу забить шведкам. В 2008 году она отказалась переходить в американский «Бостон Брейкерз», не согласившись на предложенную зарплату.
В декабре 2016 года Бирн покинула клуб по истечении своего контракта, уступив место в воротах нидерландке Сари ван Венендал. Следующий сезон она провела в клубе Второй лиги «Брайтон энд Хоув Альбион», а 4 августа 2017 года объявила о завершении игровой карьеры в аккаунте Twitter.

### В сборной
Бирн дебютировала за сборную Ирландии 31 марта 1996 года в матче против Бельгии. Провела 134 игры, 100-й матч состоялся 26 сентября 2013 года против сборной Хорватии. После ухода Кьяры Грант стала капитаном сборной в марте 2013 года по решению тренера Сью Ронан. В апреле 2017 группа игроков во главе с Бирн потребовала от руководства Футбольной ассоциации Ирландии улучшить условия выступления и подготовки игроков, и ассоциация пошла навстречу футболисткам.

## Личная жизнь

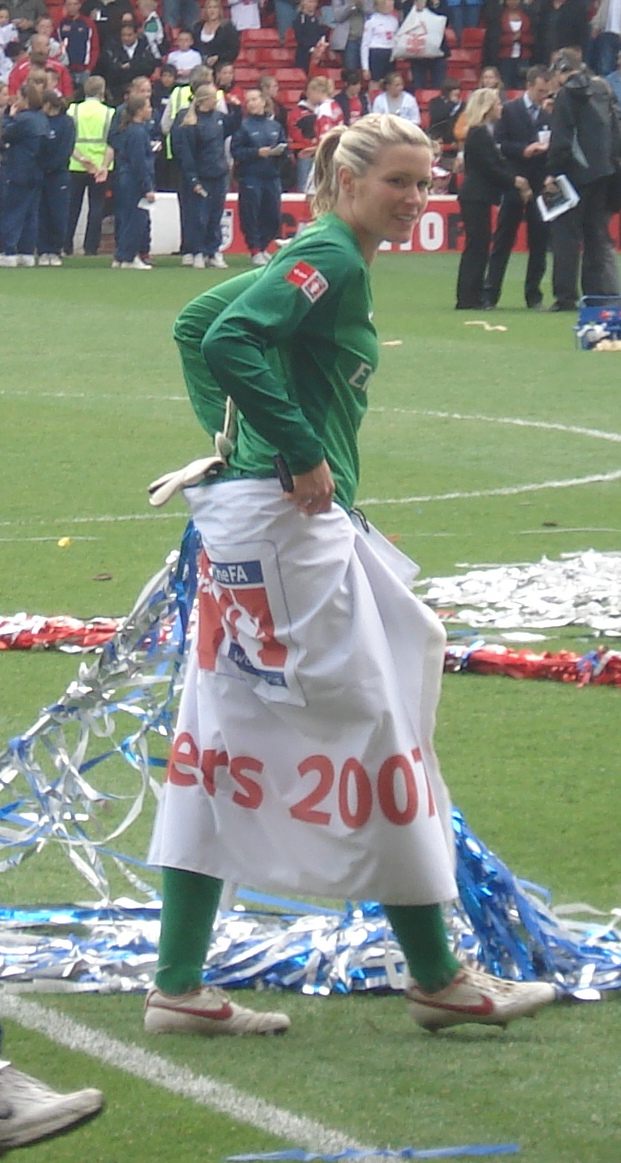
Эмма Бирн после победы в финале Кубка Англии 2007 года

Эмма работала в прошлом в отделе продажи билетов Футбольной ассоциации Ирландии, а позже стала тренером в академии «Арсенала». Супруг — футболист и футбольный тренер Маркус Бигнот (поженились в июне 2013 года).

## Достижения

### Клубные
Арсенал
- Чемпионка Англии: 2000/2001, 2001/2002, 2003/2004, 2004/2005, 2005/2006, 2006/2007, 2007/2008, 2008/2009, 2009/2010, 2011, 2012
- Победительница Кубка Англии: 2000/2001, 2003/2004, 2005/2006, 2006/2007, 2007/2007, 2008/2009, 2010/20011, 2012/2013, 2013/2014, 2015/2016
- Победительница Кубка Лиги: 1999/2000, 2000/2001, 2004/2005, 2006/2007, 2007/2008, 2011, 2012, 2013
- Победительница Кубка УЕФА: 2006/2007

### Персональные
- Футболистка года в «Арсенале»: 2003, 2005[18]
- Футболистка года по версии EIRCOM: 2008[19]
- Лучший игрок сборной Ирландии года: 2012[20]
- Лауреат премии Ассоциации профессиональных футболистов Ирландии за особые заслуги: 2017[21]